# 斉藤慶太
斉藤 慶太（さいとう けいた、1985年11月18日 - ）は、日本の俳優、タレント、スポーツインストラクター。神奈川県横浜市緑区出身。血液型AB型。身長170cm。横浜商科大学高等学校卒業。44プロダクション所属。

## 私生活
- 2013年、スポーツインストラクターの資格を取得[1]。

### 家族
- 同じく俳優の斉藤祥太は一卵性双生児の兄である。
- 2018年、一般女性と結婚[1]。
- 2021年8月13日、第1子の女児が誕生[2]。
- 2023年5月23日、第2子の女児が誕生。

## 出演

### テレビドラマ
- キッズ・ウォー　4〜ファイナル（2002年-2003年、TBS）- 新田一也役
- 土曜ワイド劇場「新・赤かぶ検事奮戦記」（2002年〜2004年、テレビ朝日）- 柊正男役
- ホットマン1・2（2003年-2004年、TBS）- 降矢龍之介役
- 恋する日曜日「言えずのI Love You」（2003年8月24日、BS-i）- 倉田直紀役
- ぼくらはみんな生きている（2003年9月18日、テレビ朝日）- 沢村健二役
- WATER BOYS2（2004年、フジテレビ）- 川崎仙一役
- 一週間の恋（2006年、TBS）- 遠藤澄生役
- ガチバカ!（2006年、TBS）- 中村雅志役
- 弁護士のくず -NINE HEAD OF LAWYER-（2006年4月-6月、TBS）- 山村真介役
- 世にも奇妙な物語 秋の特別編 (2006年) 「猫が恩返し」（2006年10月2日、フジテレビ）
- ドラマコンプレックス「恍惚の人」（2006年10月17日、日本テレビ）- 立花敏役
- サンシャイン デイズ（2007年、テレビ神奈川　他）- 大岩悟役
- 4姉妹探偵団 第7話（2008年2月29日、テレビ朝日）- 市川和人 役
- 月曜ゴールデン「緑川警部vs86人の容疑者」（2009年6月22日、TBS）
- ドラマスペシャル 鬼龍院花子の生涯（2010年6月6日、テレビ朝日）- 冬喜 役
- 13歳のハローワーク 第7話（2012年2月24日、テレビ朝日）- 堀尾和正 役
- 京都地検の女 第8シリーズ 第4話（2012年8月9日、テレビ朝日）- 望月友也 役
- 金曜プレステージ「小京都連続殺人事件2 〜佐野足利・七草に秘められた叫び〜」（2013年5月3日、フジテレビ）- 天地和志 役
- 水曜ミステリー9（テレビ東京）
  - 「鉄道警察官・清村公三郎10 SL大井川殺人ルート」（2013年6月12日） - 金子優作 役
  - 「特命おばさん検事! 花村絢乃の事件ファイル3」（2014年9月3日）- 藤村浩一郎 役
  - 「警視庁強行犯・樋口顕2 ビート」（2015年8月26日）- 谷川茂樹 役
- 鼠、江戸を疾る2 第6話（2016年5月19日、NHK）- 稲山甚八 役
- 科捜研の女 スペシャル9（2017年1月3日、テレビ朝日）- 飯尾真人 役
- 全っっっっっ然知らない街を歩いてみたものの Season2 第4話・第5話（2022年3月28日・4月4日、フジテレビ）[3]
- ハジメとケンとセツ(2023年11月6日 - 12月25日、テレビ西日本) - ケン 役

### 映画
- タッチ（2005年9月、東宝）- 上杉和也 役
- 親父（2007年、チェイスフィルム エンターテインメント）- 沼田伸吾 役
- スーパーカブ（2008年、ジョリー・ロジャー）- 浜田武史 役
- サンシャイン デイズ 劇場版（2008年、ゼアリズエンタープライズ）- 大岩悟 役
- 鴨川ホルモー（2009年、松竹）- 三好兄弟（弟） 役
- 風が強く吹いている（2009年、松竹）- 城太郎（ジョータ） 役
- スコット・ピルグリム VS. 邪悪な元カレ軍団（2010年2月）- カイル・カタヤナギ 役
- ギャングース（2018年11月、キノフィルムズ）- 海老名兄弟 役

### バラエティ
- 王様のブランチ（TBS系） - レギュラー、2009年6月27日まで
- YOSHIとゆかいな仲間達（FRESH! by AbemaTV） - レギュラー

### その他
- ティーンズTV インターネット情報局（2000年4月 - 2002年3月、NHK教育）

### 舞台
- 恋愛戯曲（2006年5月-6月） - 杉村仁 役
- 美童浪漫大活劇 八犬伝＜第二部＞（2010年12月8日 - 15日、品川六行会ホール） - 主演・犬江親兵衛
- Knocturn「真田十勇士〜ボクらが守りたかったもの〜」（2011年12月2日-11日、天王洲 銀河劇場） - 三好入道伊三 役
- abc★赤坂ボーイズキャバレー表 〜心ごと脱げ!〜（2010年8月18日-29日、赤坂ACTシアター、2010年9月3日-5日、サンケイホールブリーゼ） - 柏木幸太郎 役
  - abc★赤坂ボーイズキャバレー2回表 〜心ごと脱げ!〜（2011年8月24日-31日、赤坂ACTシアター、2011年9月3日-5日、シアターBRABA!） - 柏木幸太郎 役
- 新感覚!スペクタクルステージ『THE★JINRO』－イケメン人狼アイドルは誰だ!!－（2020年6月30日・7月4日、新宿シアターモリエール） - スペシャルゲスト[4]

### PV
- DREAMS COME TRUE『やさしいキスをして』
- BONNIE PINK『Joy』

## 出版

### DVD
- 卒業（2004年2月）

### 写真集
- 斉藤祥太・斉藤慶太写真集（2002年、ワニブックス）
- 斉藤祥太・斉藤慶太1stフォト&エッセイ（2005年、ワニブックス）